# Station Haren (Ems)
Station Haren (Ems) (Bahnhof Haren (Ems)) is een spoorwegstation dat hoort bij de Duitse stad Haren (Ems), in de deelstaat Nedersaksen. Het station zelf ligt in het dorp Emmeln, dat ongeveer 4 kilometer van Haren af ligt. Het station ligt aan de spoorlijn Hamm - Emden.
Het station telt twee perronsporen en één doorgaand middenspoor zonder perron. 

## Treinverbindingen
De volgende treinserie doet station Haren (Ems) aan:
| Serie | Treinsoort                       | Route | Bijzonderheden                                           |
| ----- | -------------------------------- | --- | -------------------------------------------------------- |
| RE 15 | Regional-Express (Westfalenbahn) | (Emden Außenhafen – ) Emden Hbf – Leer (Ostfriesl) – Papenburg (Ems) – Haren (Ems) – Meppen – Lingen (Ems) – Rheine – Münster (Westf) Hbf | Emsland-Express Enkele treinen van/naar Emden Außenhafen |